# Pobiedziska
Pobiedziska (prononciation : [pɔbʲɛˈd͡ʑiska], en allemand : Pudewitz) est une ville de la Voïvodie de Grande-Pologne et du powiat de Poznań.
Elle est située à environ 25 kilomètres au nord-est de Poznań, siège du powiat et capitale de la voïvodie de Grande-Pologne.
Elle est le siège administratif de la gmina de Pobiedziska.
Elle s'étend sur 8,96 km2 et comptait 8 879 habitants en 2011.

## Géographie

Plan de la ville.

La ville de Pobiedziska est située au centre de la voïvodie de Grande-Pologne, à proximité de la grande ville de Poznań, capitale régionale. La Warta (affluent de l'Oder), passe à Poznań (environ 25 kilomètres à l'ouest). A l'est, de grandes plaines agricoles s'étendent vers Gniezno et Konin.

Au sud de la ville s'étend le parc naturel de Promno, et au nord-est celui du lac Lednica, mettant la ville au cœur d'une riche région naturelle et touristique malgré sa proximité avec la métropole de Poznań.

## Histoire
Pobiedziska a été fondée en 1048 et a obtenu ses droits de ville en 1257 grâce au duc Przemysl Ier de Grande-Pologne. En 1331, la ville est détruite par les chevaliers teutoniques, et a mis plusieurs années à se reconstruire. Le roi Ladislas II Jagellon est souvent passé par la ville et a ordonné la construction en 1423 d'une église et d'un hôpital pour les pauvres.
Pendant les différents partages de la Pologne, Pobiedziska est devenue allemande à la fin du XVIIIe siècle.
De 1975 à 1998, la ville faisait partie du territoire de la voïvodie de Poznań. Depuis 1999, la ville fait partie du territoire de la voïvodie de Grande-Pologne.

## Monuments
- l'église Saint Michel archange, datant des XIIIe et XIVe siècles ;
- l'église du Saint Esprit, datant de la première moitié du XIXe siècle ;
- quelques maisons du XIXe siècle ;
- l'hôtel de ville, datant des années 30 ;
- la place du marché du XIXe siècle ;
- la gare

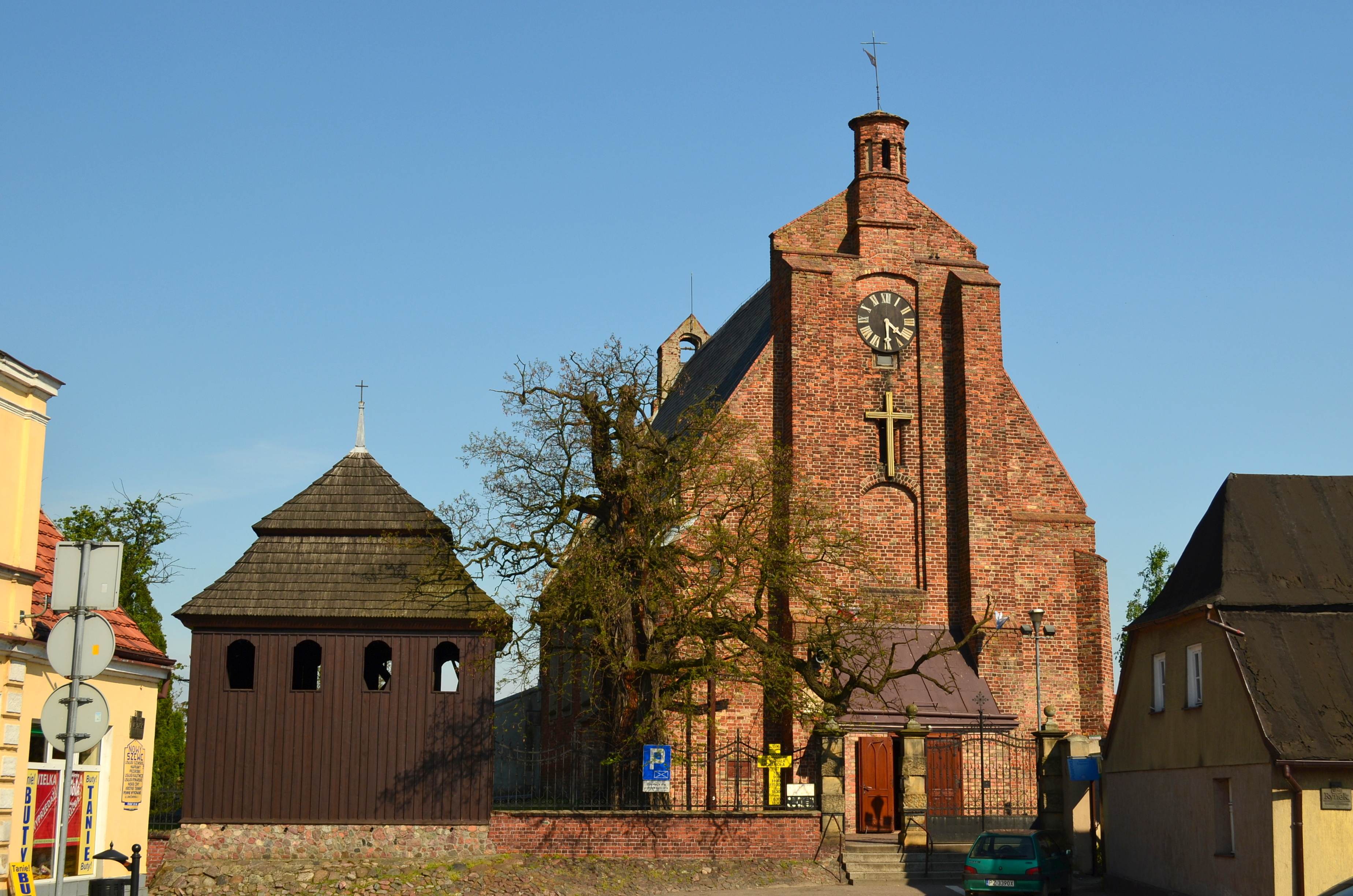
L'église Saint Michel archange.
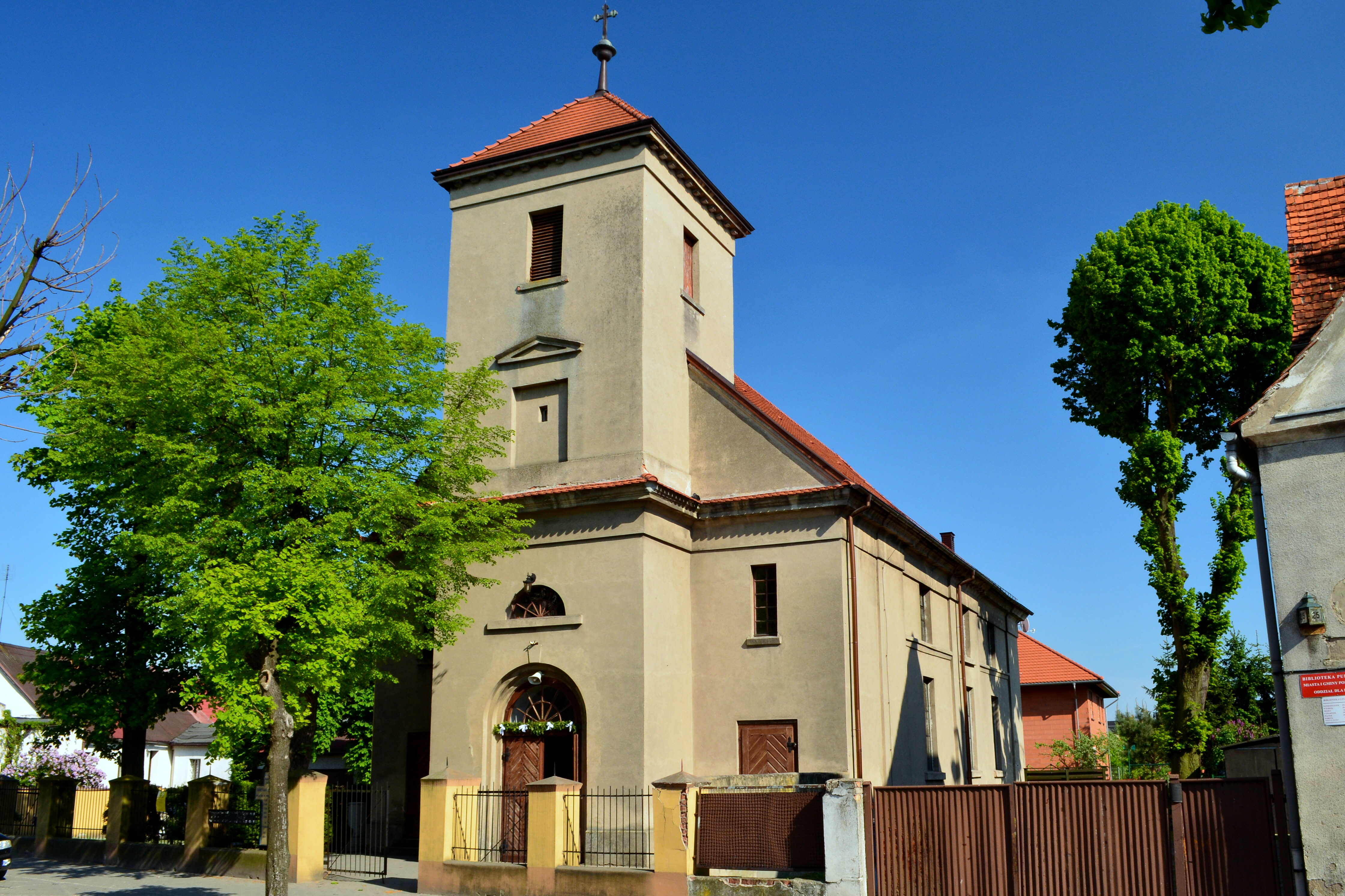
L'église du Saint Esprit.
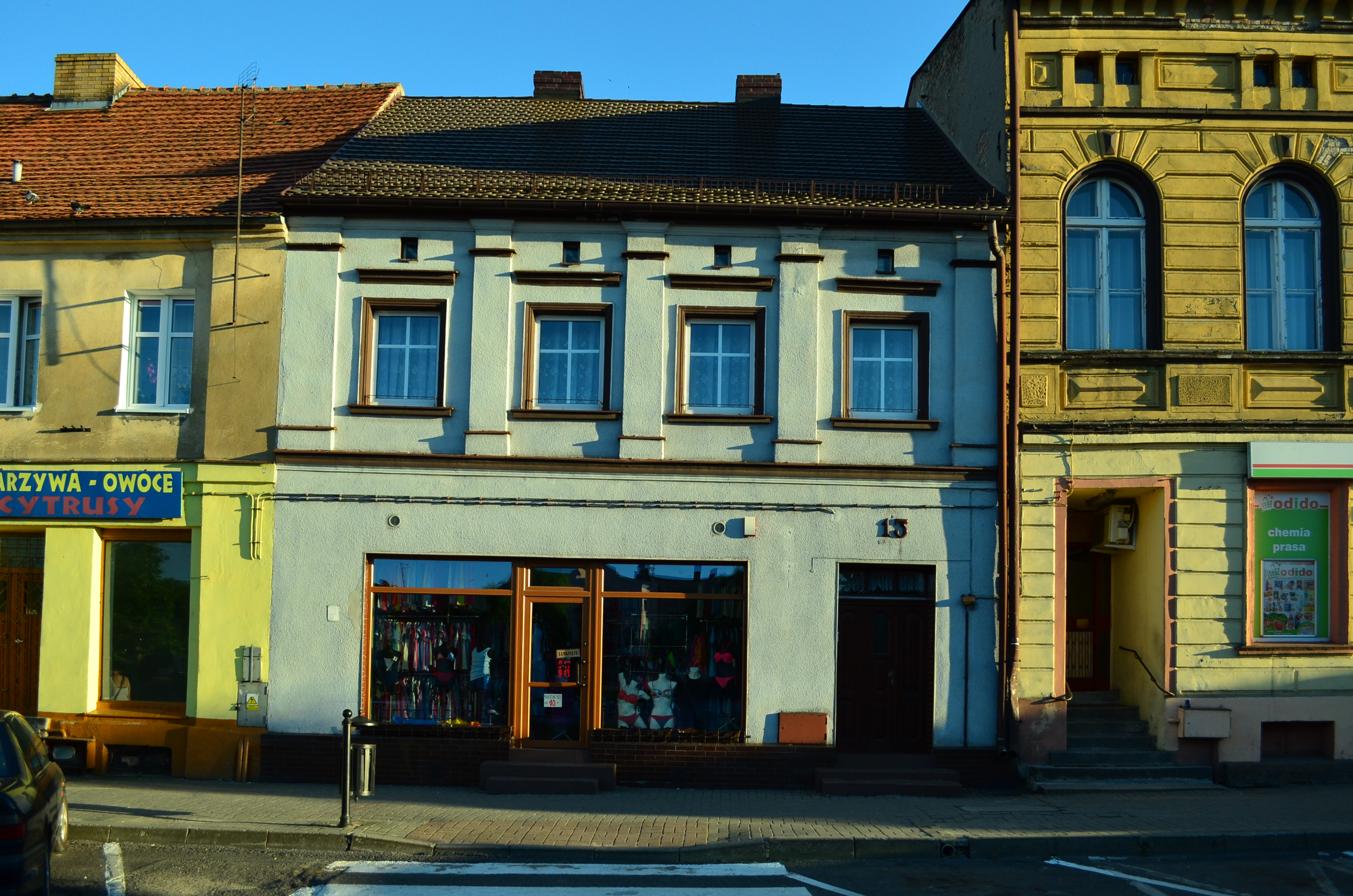
Maisons du XIXe siècle sur la place du marché.
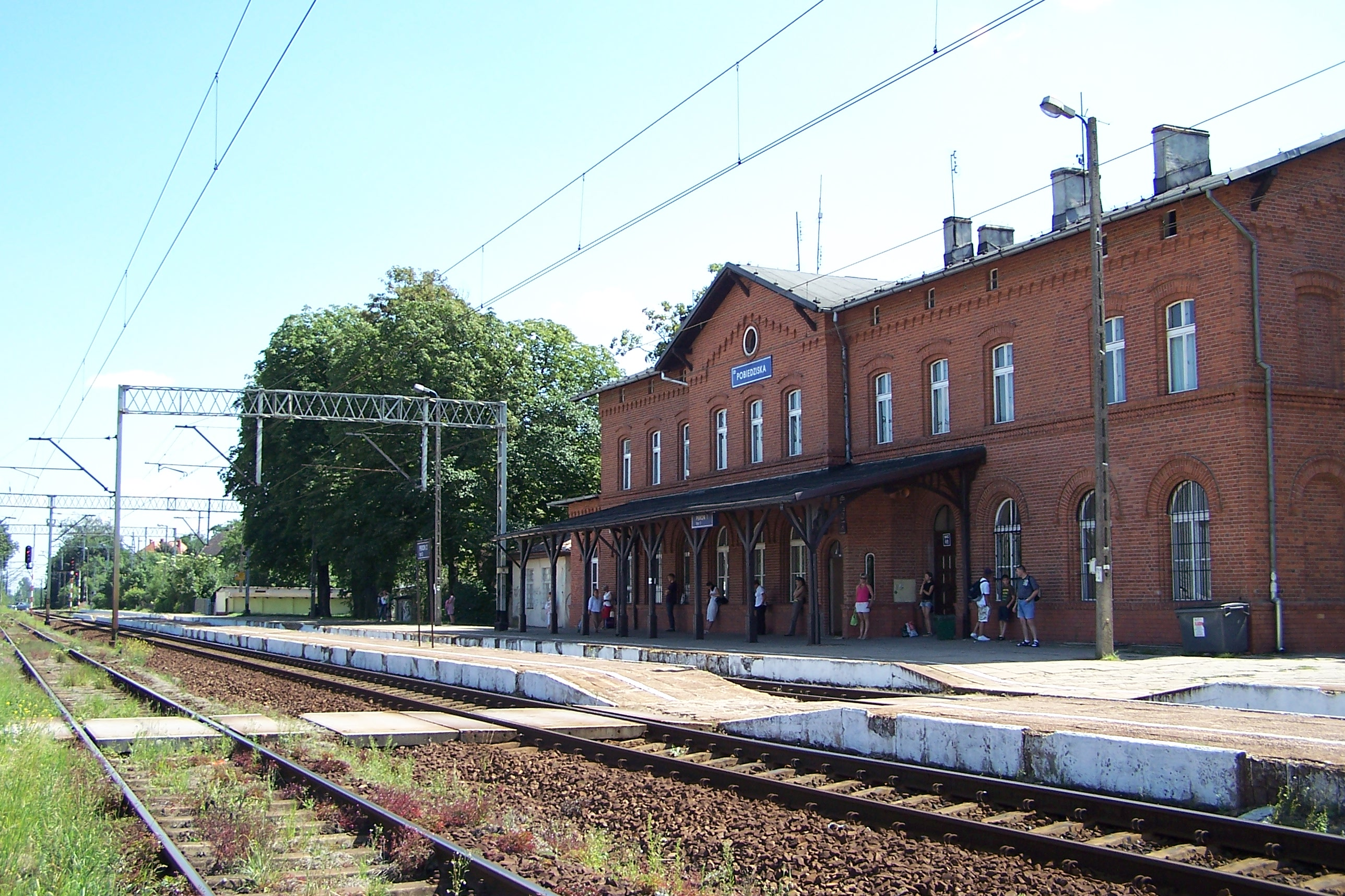
La gare.

## Voies de communication
Aucune route principale ne passe par Pobiedziska, mais la sortie  31 Czerniejewo de la voie rapide S5 dessert la ville à quelques kilomètres au sud-est.
La voie ferrée no  353 (qui relie Poznań à l'Oblast de Kaliningrad) passe par la ville.

## Jumelages
- Haaren, Pays-Bas
- Marktheidenfeld, Allemagne
- Montfort-sur-Meu, France
- Växjö, Suède